# Dnevni avaz
A Dnevni avaz (magyarul napi hír) a neve Bosznia-Hercegovina legnagyobb példányszámú napilapjának, amelynek kiadója az Avaz Újságkiadó Ház.
A napilapot 1995-ben alapította egy, a Szandzsák régió montenegrói feléből való bosnyák újságíró, Fahrudin Radončić. Az újság az indulása utáni években Alija Izetbegović bosnyák pártjának, a Demokratikus Akciópártnak a politikai nézeteit tolmácsolta. Bár az eseményeket továbbra is a bosnyák népesség szemszögéből tárgyalja, hangvétele azóta a volt boszniai elnök pártjától valamelyest függetlenebbé vált.